# 太田一郎 (外交官)
太田 一郎（おおた いちろう、1902年6月6日 - 1996年1月20日）は、日本の外交官。位階は正三位。
外務省総務局長、外務事務次官を経て、駐タイ兼ラオス特命全権大使、駐イタリア特命全権大使兼駐チュニジア特命全権公使等を務めた。

## 人物・経歴
山梨県甲府市生まれ。1922年第五高等学校文科甲類卒業。1924年高等試験外交科試験合格。同年東京帝国大学法学部政治学科を中退し、外務省在外研究員として中華民国に留学。1927年外交官補任官、中華民国在勤、叙従七位。1928年英国在勤。
在南京副領事を経て、1932年在上海副領事。同年在中華民国公使館三等書記官。1937年在ロスアンゼルス領事、日本赤十字社ロスアンゼルス特別委員長。
1939年在中華民国大使館二等書記官。1940年外務省東亜局第一課長、普通試験委員。1943年在中華民国大使館参事官。1946年臨時本省事務従事。1947年外務省総務局長。
1948年外務次官。1949年外務省特別資料部長事務取扱。同年外務事務次官、外務省研修所長事務取扱、中央連絡協議会会長、出入国管理連絡協議会会長。1950年外務省調査局長事務代理。
1952年駐タイ特命全権大使。1955年駐タイ特命全権大使兼駐ラオス特命全権大使。1956年駐イタリア特命全権大使。1958年駐イタリア特命全権大使兼駐テュニジア特命全権公使。
1959年特命全権大使・スカルノインドネシア共和国大統領接伴委員長。退官後、東京都港区芝三田小山町の清風苑に居住。国際学友会理事長などを務めた。1972年勲一等瑞宝章受章。1996年叙正三位。

## 親族
父は教育者の太田秀穂。外交官の太田三郎や同じく外交官の太田正己は弟。

## 訳書
- 鄒唐（タン・ツォウ）『アメリカの失敗』毎日新聞社、1967年